# Blang Raya (Peukan Baro)
Blang Raya is een bestuurslaag in het regentschap Pidie van de provincie Atjeh, Indonesië. Blang Raya telt 635 inwoners (volkstelling 2010).